# Portianki
Le portianki (appelé aussi communément « chaussette russe ») est un carré de tissu généralement en coton blanc, utilisé pour envelopper le pied des soldats russes depuis le règne du tsar Pierre le Grand (1672-1725). Initialement, il était utilisé par les paysans pour se protéger les pieds. On peut aussi le trouver sous forme de bande que l’on entoure autour de la jambe.
Parmi ses avantages, une durée de vie plus grande que celle d'une chaussette, car les zones d'usure peuvent être déplacées. 
Parmi ses inconvénients, une fois les bottes enlevées, la pièce de tissu ne tient plus. De plus, lorsqu'elles sont mal posés, ces morceaux de tissu d’environ 40 cm par 80 cm occasionnent ampoules et cals.
À partir de 2013, il sera remplacé dans l'armée russe par des chaussettes classiques (adoptées par les armées géorgiennes et ukrainiennes depuis quelques années déjà).